# Italia Federale
Italia Federale (IF) era un movimento politico federalista di centro, fondato il 22 ottobre 1996 da Irene Pivetti dopo la sua espulsione dalla Lega Nord il 12 settembre precedente.
Il partito si costituisce ufficialmente a Bolzano e presenta il suo simbolo il successivo 28 dicembre. Vi appare un orso rampante che, a detta della sua fondatrice, è un «animale europeo che da sempre impersona l'uomo coraggioso che ubbidisce alla ragione».
Nel febbraio 1997 il movimento dichiara di aver raccolto in tre mesi l'adesione di 2.700 persone.
In occasione delle elezioni amministrative del 1997, la formazione si presenta in diversi comuni, tra cui Milano, Roma, Catania, Torino, Lecco e Salerno, dove è in lista unica con Rinnovamento Italiano. I risultati oscilleranno fra lo 0,4 e l'1,7%.
Il 29 gennaio 1998 IF confluisce in Rinnovamento Italiano.
Nel dicembre 2017 Irene Pivetti fonderà il movimento Italia Madre.